# Teinopalpus
Teinopalpus é um gênero de insetos proposto por Frederick William Hope ao descrever sua espécie-tipo, Teinopalpus imperialis, no texto On some rare and beautiful insects from Silhet, chiefly in the Collection of Frederick John Parry, publicado em 1843 nos Transactions of the Linnean Society of London; tratando-se de duas espécies reconhecidamente válidas de borboletas da região indo-malaia, da família Papilionidae e subfamília Papilioninae, de ocorrência compreendida entre a região norte da Índia até o Vietnã; se alimentando de plantas dos gêneros Daphne (família Thymelaeaceae) e Magnolia (família Magnoliaceae) em sua fase de lagarta.

## Espécies, nomenclatura vernácula e distribuição geográfica
- Teinopalpus imperialis (Kaiser-I-Hind) - Descrita por Hope em 1843. Encontrada do Nepal e Índia (Assam, Siquim, Manipur[2], Arunachal Pradesh[3] e Bengala Ocidental) até o Vietnã; incluindo Butão, Myanmar, Laos e China.[2][4][5]
- Teinopalpus aureus (Golden Kaiser-I-Hind) - Descrita por Mell em 1923. Encontrada no sudeste da China[2] e no Vietnã.[6][7][8]

## Espécies inválidas
Devido ao grande dimorfismo sexual deste gênero, também em 1843, no seu texto On some rare and beautiful insects from Silhet, chiefly in the Collection of Frederick John Parry, F. W. Hope descreveu a fêmea de Teinopalpus imperialis como Teinopalpus parryae. Outra espécie chinesa deste gênero, Teinopalpus behludinii, fora descrita pelo entomologista Pen no ano de 1936; porém, com apenas um espécime conhecido, outros entomologistas a listaram como sinônimo de T. imperialis.

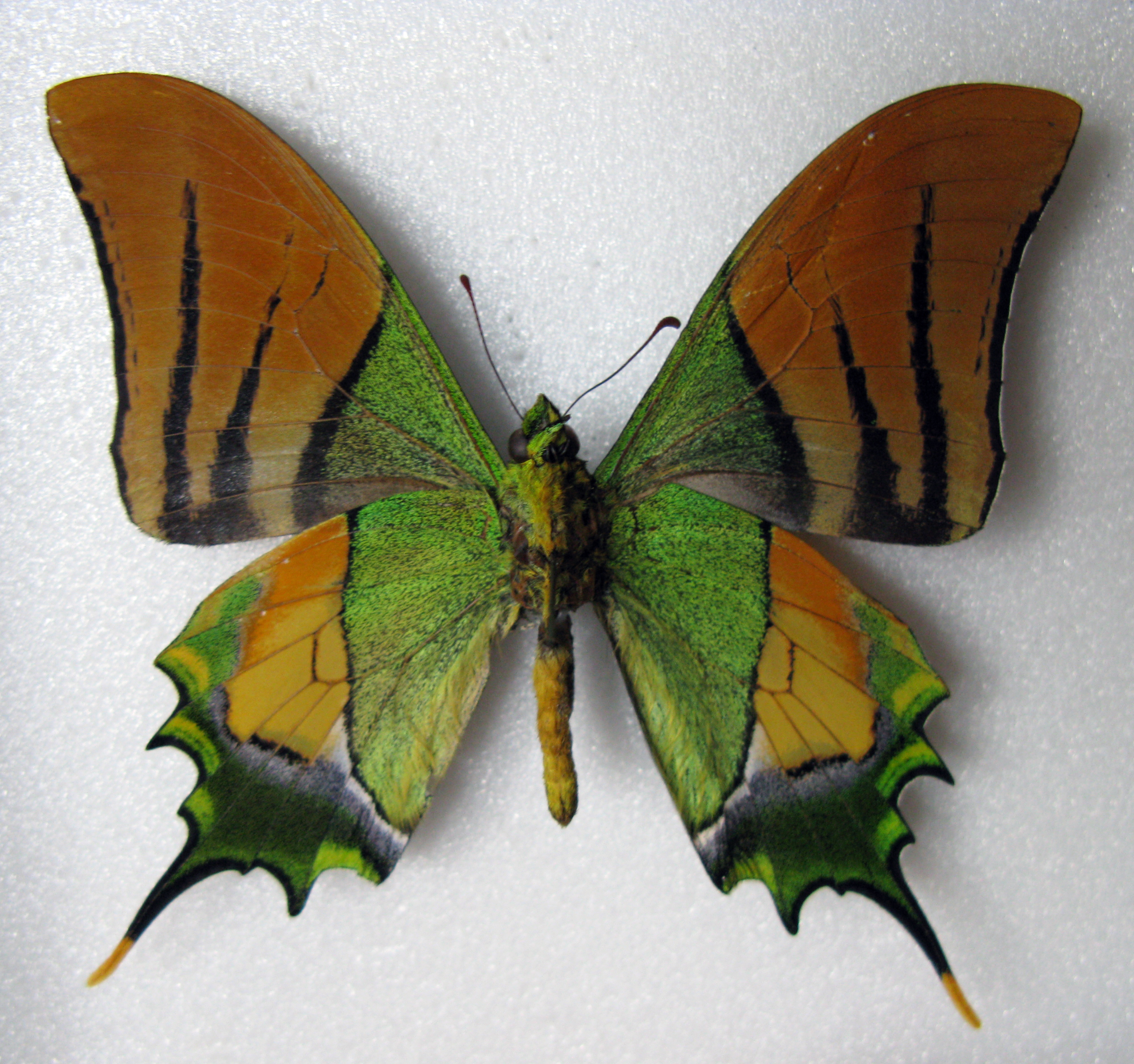
Fotografia de T. imperialis, macho, vista inferior.